# 루프 7회차 악역 영애는 적국에서 자유로운 신부 생활을 만끽한다
루프 7회차 악역 영애는 적국에서 자유로운 신부 생활을 만끽한다(일본어: ループ7回目の悪役令嬢は、元敵国で自由気ままな花嫁生活を満喫する)는 일본의 라이트 노벨이다. 아메카와 토우코 작가의 시리즈. 이 시리즈는 2020년 2월 소설가가 되자 웹사이트에서 시작되었으며, 2020년 10월부터 Wan Hachipisu by Overlap의 일러스트와 함께 인쇄본으로 출판되었다. 2023년 12월 현재 6권이 출시되었다. 키노 히노키의 일러스트를 사용한 만화 각색은 2020년 12월부터 코믹 가도(Comic Gardo) 웹사이트에서 연재를 시작했다. 2023년 8월 현재 시리즈의 개별 장이 5권으로 수집되었다. 스튜디오 KAI와 호네츠(Hornets)가 제작한 애니메이션 TV 시리즈는 2024년 1월에 방영되었다.

## 줄거리
리시 와이츠너는 왕세자와의 약혼을 취소했지만 이번이 일곱 번째다. 그녀는 타임 루프에 갇히게 되는데, 직업이나 위치에 관계없이 그녀는 항상 무효화 후 5년인 20세에 죽게 된다. 이번에 그녀는 이전 루프에서 세계 대전, 역병, 자원 고갈, 심지어 직접적인 살인까지의 근원이었던 이웃 갈케인 왕국의 아놀드 왕자의 시선을 사로잡는다.
리시는 왕실의 의무를 수행 할 필요가 없다는 조건으로 그의 결혼 제안을 받아들이고 빈둥거리게 된다. 또한 아놀드가 외국 약혼자/인질을 "기술적으로" 데려가라는 아버지의 요청을 이행하면서 아놀드를 돕는다. 그러나 그녀는 곧 갈케인 왕국의 사람들을 돕기 위해 전생의 모든 기술을 사용하기 시작하고 아놀드가 그녀의 6번째 루프에서처럼 냉담한 사람이 아니라는 것을 알게 된다. 리시는 무엇이 아놀드의 마음을 차갑게 만들었는지 궁금해하게 만든다.